# Dekanat Wrocław południe
Dekanat Wrocław Południe – jeden z 33 dekanatów w rzymskokatolickiej archidiecezji wrocławskiej.
W skład dekanatu wchodzi 7 parafii:
- Parafia Ducha Świętego → Wrocław-Huby
- Parafia św. Franciszka z Asyżu → Wrocław-Gaj
- Parafia św. Stanisława Kostki → Wrocław-Huby
- Parafia św. Henryka → Wrocław-Huby
- Parafia św. Stefana → Wrocław-Tarnogaj
- Parafia Najświętszego Zbawiciela → Wrocław-Wojszyce
- Parafia Najświętszego Serca Pana Jezusa → Żerniki Wrocławskie